# HQ (遊戲)
《HQ》是一款真人直播的問答遊戲。iOS版本是在2017年8月26日推出；安卓版本則是在2017年12月31日推出。是由該公司執行長洛斯·尤蘇波夫（Rus Yusupov）與科林·克羅爾（Colin Kroll）組成的團隊共同研發的。
在2020年2月14日，原定有企業擬收購《HQ》遊戲的公司；但該企業在前一天臨時喊卡，且遊戲在兩位主持人主持完「午夜場」（After Dark）節目後，《HQ》遊戲的公司宣布此遊戲app暫時停止營運。直到美國時間的三月29日，此遊戲app的團隊宣布，繼續提供遊戲給玩家。但自美國東部時間2021年六月1日起，場次數被減少為每周一次，直至2022年十一月17日為止。2023年八月5日，這遊戲的app自App Store與Google Play下架。

## 遊戲簡介
遊戲分為下列種類，以及各自的主持人。

### HQ Trivia

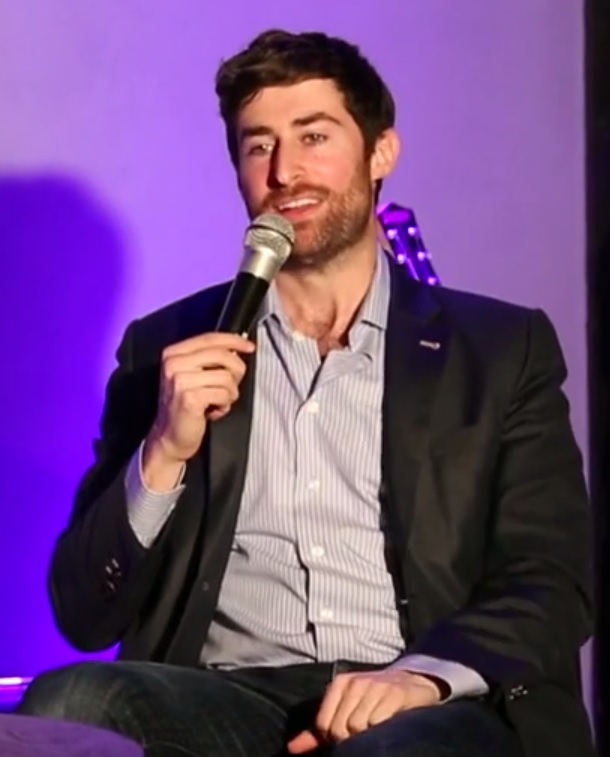
第一任HQ Trivia的主持人史考特·羅戈夫斯基

此遊戲是冷知識三選一選擇題。玩家必須在題卡出現後的十秒內選擇正確答案的選項。此節目早期由喜劇演員史考特·羅戈夫斯基主持。在公元2019年四月，史考特離職，改由麥特·理查士（Matt Richards）主持至2022年七月7日為止。而安娜·蘿怡絲蔓（Anna Roisman）從2022年七月14日起，主持到2022年十一月17日為止。除了史考特與麥特兩人主持外，也有夏蓉·卡本特（Sharon Carpenter）、莎拉·普里比斯（Sarah Pribis）、泰勒·費斯切（Tyler Fischer）、提姆·哈洛德（Tim Harrod）…等曾人主持過。

#### HQ After Dark
此遊戲是由HQ Trivia延伸的「姊妹作」，於2019年9月起開始播放。因為在美國東部地區的深夜時分播出，故名「午夜場」（After Dark）。同樣也是三選一冷知識選擇題，玩家在題卡出現後的十秒內選擇正確的答案選項。由麥特·理查士與安娜·蘿怡絲蔓（Anna Roisman）共同主持。因為此場因主持風格開放的關係而帶有一些粗俗字眼，節目組宣稱「此節目不適合孩童觀看」。而這個節目也常以歐普拉作為惡整的題材。
《HQ》在美國時間2020年二月14日節目，是以這個單元的名義播出的。同樣也是由麥特·理查士與安娜·蘿怡絲蔓主持，總獎金為麥特自掏腰包的5美金。該集節目為速食店冷知識。最後由523人瓜分這5美元的總獎金，並在胡鬧聲中宣布停止《HQ》遊戲的營運。

### Hall of Trivia
在前期的名稱，叫做「HQ Sports」。此遊戲是體育知識三選一選擇題，自2018年5月31日開始播放。玩家同樣也必須在題卡出現後的十秒內，選擇正確答案的選項。由勞連·甘比諾（Lauren Gambino）主持至2020年2月13日，並在同年的美國時間5月10日起恢復播出，直至五月28日為止。美國時間10月22日起，於每個禮拜四的美國東部時間晚上八時，以「Hall of Trivia」的名義恢復播出，至美國時間2021年2月11日；以及同年3月16日起至5月25日為止。後期主持人為傑夫·艾森班德（Jeff Eisenband）。

### HQ Tunes
此遊戲是音樂知識三選一選擇題，自公元2019年十月9日開始播放。在題卡出現後會播放約十秒與題目有關的音樂，玩家同樣也必須在題卡出現後的十秒內，選擇正確答案的選項。由歌手美樂蒂·亞蘭娜（Melody Alanna）主持至此節目結束為止。

### HQX
此遊戲是「拍照挑戰」遊戲，自公元2019年12月12日開始播放。玩家在看到題目後的指定時間內，按照題目的要求，進行拍照挑戰。早期無論成敗均無獎金，在最後四集的節目，每個贏家可以按照回合冠軍5美元、決賽參賽資格25美元，以及總冠軍500美元等三種獎金。由麥特·福蘭德（Matt Friends）主持至此節目結束為止。麥特·理查士也有在此節目主持過一次。

### HQ Words
此遊戲是拼字遊戲，自2018年12月起開始播放。玩家看到提示後，利用螢幕上的小鍵盤，在限定時間內拼出正確的字。由安娜·蘿怡絲蔓（Anna Roisman）主持。在2019年3月25日時，麥特·理查士也有主持過。2021年二月3日起恢復播出至同年五月26日為止；主持人同樣也是安娜·蘿怡絲蔓。

## 遊玩
除非另有更動，在遊戲app公布的時間，節目會準時直播。無論是哪一種遊戲，玩家必須在節目開始，從第一題開始答對所有的題目，或者在允許失誤的次數內，使用「免死金牌」，才能獲得該集的總獎金，或是部分獎金。如果無人在該集獲得獎金，則獎金則會累計至下一集同類型的節目。
在2020年3月29日之後的《HQ Trivia》回歸節目，製作單位公布的總獎金，有部分是用以捐贈非政府組織之慈善機構或非營利組織；剩下的獎金才是發給答對最後題目的玩家所瓜分的。而此遊戲玩家也可以選擇將所得獎金，捐贈給遊戲指定的慈善機構，以盡一份愛心。
玩法分下列種類：
- 三選一選擇

三選一選擇題的玩法，則是主持人說出題目的同時，題卡就會出現該題題目，以及三個選項。每題的作答時間是十秒，也就是玩家在十秒內，要做出選擇。能達到最後一題且能答對題目的玩家，即可按照答對人數，瓜分該集的獎金。每一台所呈現的選項順序均相同，非亂數安排之隨機排列。
玩家如果答錯題目，有下列幾種情況：
視玩家的積分達到等級，如果玩家在多少等級之前答錯對應的題數，則系統啟動「保送機制」（free pass），可讓玩家繼續於下一題進行答題。舉例說明：若玩家最高等級可達10等級，則該玩家在前10題答錯之前，均可保證該玩家可在該集的前10題目過關到第11題為止。但並不是每場三選一選擇題都有保送機制，視該集規則而定。
如果在最後一集之前為非保送機制的答錯，玩家若有「免死金牌」（extra life），則玩家可決定是否啟動該機制。如啟動則可繼續遊玩，反之則被淘汰出局，不能繼續遊戲。一場遊戲可使用一次「免死金牌」機制，或者在保送機制內，可以失誤最多三次。在每一場遊戲的最後一題不可使用「免死金牌」，無論先前的失誤次數為多少，答錯則為出局，無法瓜分或獨得該集獎金。
- 拼字

一開始玩家先透過轉盤，取得一個每一題可以省去的字母。如果有「超級輪盤」（super spin）的玩家，則可以視運氣，取得一個字母加一次「免死金牌」；或是一次取得四個字母但無免死金牌的機會。
四個字母的組合如下：
T、R、N、S（最常於英文出現的四個英文字母）
A、B、C、D（英文字母前四個）
A、E、I、O（母音字母）
W、X、Y、Z（英文字母最後四個）
題目出現後，是以「提示」的方式，玩家則要在時間限制內，將每個字母填入空格中。舉公元2020年二月13日的情人節特別節目第八題為例：提示是「刻板印象禮物」（Stereotypical Gifts），玩家就要在「花與大泰迪熊」（Flowers & Giant Teddy Bears）的英文字母內，填入除了數字與符號的正確英文字母。
完成全部拼字的玩家，即可按照贏家人數，瓜分該場的總獎金。
如果玩家在當中輸入了錯誤的字母，例如在上段的例子，輸入「H」，則被視為「一次失誤」（strike）。如果玩家在指定允許的失誤次數內完成拼字，即算過關；時間內未完成拼字，或者超過遊戲允許的失誤次數，則算失敗。
拼字遊戲視玩家累積的積分達到的等級，給予額外可以允許的失誤數。如果玩家的等級是0，則遊戲給予可以總計4次的錯誤數，也就是只要玩家在一場遊戲內失誤5次，則算失敗。所以如果玩家達到等級10，則可額外再加總計10次的允許失誤數；但允許額外10次的失誤數只在一開始遊戲才能有，使用「免死金牌」之後的復活，則無法再於該場遊戲享有額外10次的允許失誤數。
因為拼字遊戲不採用「保送機制」，因此在時間內未完成拼字，則算失敗。如有「免死金牌」的玩家，可以決定是否啟用該機制。但一場遊戲只能使用一次，最後一題不能使用免死金牌。
- 拍照

按照主持人的指示進行拍照。拍完照片後，遊戲app自動上傳玩家拍攝的照片。如玩家想要爭取更多的曝光機會，可使用500代幣，可增加取得愛心數的機會。
每次主題都有其他玩家的拍照。玩家可以於指定時限內瀏覽其他玩家的照片，並可決定是否給予這些其他玩家愛心。在一回合內，得到愛心數最多的玩家，是該回合獲勝，並可取得決賽的資格。最後於決賽獲得最高票數者，為該集的決賽贏家。總愛心數最多者，為該集冠軍。

### 玩家輔助
玩家有下列輔助道具。
- 代幣（coin）

是玩家可以購得道具的虛擬貨幣。可透過app內建的每日問答（Daily Challenge）進行遊戲取得，也可以在遊戲當中的主動退賽取得。
- 免死金牌（extra life）

是可以在玩家答題失敗，或未完成拼字者，可以再回到遊戲的道具。一場問答遊戲最多可使用三次，但在一場拼字遊戲中只能使用一次。每一種選擇題遊戲的最後一題不能使用此機制。而拍照挑戰遊戲因非問答遊戲，則不適用此機制。
可透過課金的方式購得；或者輸入玩家的推薦碼，以及每五天遊玩獲得一次的方式取得。
- 擦子刪錯（eraser）

可在問答遊戲中，刪去一個錯誤答案。一場遊戲只能使用一次「擦子刪錯」，最後一題不可使用。「擦子刪錯」道具不適用於拼字遊戲與拍照挑戰的遊戲性質，故「擦子刪錯」無法於此兩種遊戲當中使用。
可透過課金的方式購得；或者兩玩家的設備的藍芽連接，即可獲得一次。
- 光速加分（point multipliers）

可在問答遊戲中選擇是否在該集遊戲中，將分數以倍數的方式增加的道具。一個玩家最多可在一局當中使用「15倍」（15x），可以迅速累積點數，快速達到比較高的等級。好讓自己在以後的遊戲能夠有保送功能，或者是在拼字遊戲當中獲得額外可以允許失誤的次數，增加一些過關與減少被淘汰出局的機會。
如玩家超過1,000,000分，也就是達到等級10（level 10）的時候，則該道具則不適用。
僅在app內建的每日問答十二題答題完成，或是未達1,000,000分玩家的遊戲遊玩時出現。
- 超級輪盤（super spin）

僅使用於拼字的道具。透過此道具，玩家可額外獲得較有利於過關方式。例如：可一次獲得四個指定英文字母；或者除了獲得一個字母，可再獲得「免死金牌」一次。
僅可透過課金的方式購得。

## 領獎
此app遊戲的領獎方式，採用PayPal。玩家累積獎金到達一定的金額後，可以按照步驟，透過「Cashout」的出帳方式提領現金。
而因為有玩家會使用不當手法進行遊戲。為了遊戲公平，即使玩家贏得遊戲，獎金也必須透過《HQ》工作人員的審核（in review / under review），直到該獎金被承認與許可（approved），玩家方可領現。如玩家有作弊行為者，則該玩家將失去遊戲資格，而在審核中的獎金也很可能被《HQ》取消。

## 重大事件
因應喬治·佛洛伊德之死，《HQ》於美國東部時間2020年六月2日的問答節目暫停一次。原定該日的問答節目，改播放觀眾撥打電話至語音信箱，並將背景改為全黑表示哀悼。《HQ》製作團隊亦以「#TheShowMustBePaused」（表演必須暫停）為主題標籤，同時該日捐贈給慈善機構的捐贈金5,000美金，加上原訂要給參賽贏家的獎金5,000改為捐贈，故《HQ》團隊於是日捐贈10,000美金給平等司法倡議小組。

## 另見
- 17好聰明
- 台視17Q
- 猜Me時間
- 一呼百應
- 百萬小學堂

## 外部連結
- 在App Store上的「HQ - Trivia & Words」（页面存档备份，存于）
- 互联网电影数据库（IMDb）上《HQ》的资料（英文）